# 宇野ゆかり
恵 沙也香（めぐみ さやか、1996年7月16日 - ）は、日本のAV女優。クローネ所属。
以前は「宇野 ゆかり(うの ゆかり)」として活動。

## 略歴・人物
神奈川県出身。2014年にデビューした、巨乳のAV女優。
2022年9月にE-BODYから涼沙耶香名義で再デビューした。

## 出演作品

### アダルトDVD
2014年
- 幼稚園の先生になりたくて勉強してるけどエッチの経験もしたいんです! 初めてをイッパイ教えてください! 18歳の弾けるおっぱい見てください♥ 宇野ゆかり 学生 18歳（10月10日、ホイップ）
- DANDYユーザーリクエスト祭り第一弾!! 「看護師SPECIAL 仕事中のお堅い看護師総勢8人を勃起チ○ポ一本で欲情させてヤられたい!!」 VOL.1（12月20日、DANDY）他出演:本田莉子 ほか

2015年
- 満員バスで逃げられず背後から長時間ねっとりと乳揉み痴漢され感じてしまった巨乳女 2（1月8日、ナチュラルハイ）他出演:浜崎真緒、大塚れん、優菜真白
- 働くオンナ猟り vol.17 港区のOLたちをとことんハメ廻す!! 港区輸入車ショールーム編（1月10日、プレステージ）※「宇野由加里」名義　共演:水原亜希、小口田桂子
- 2015年 SOD女子社員 内定者 性感度健診!! 「春から勤める会社の中で、ワタシ、思わずイッちゃいました♥」（2月5日、SODクリエイト）※「宇田優香」名義　共演:三井那奈、狩野舞、高槻真里菜、金本凛
- 「『エッチ動画を見て興奮するわけないじゃん』と言っていた姉が…僕が風呂に入っていると『オナニー手伝ってあげよっか?』」 VOL.2（2月5日、DANDY）他出演:池上桜子、浅倉あすか、保坂えり
- 本気（マジ）口説き 専門学生・大学生編 ナンパ▶連れ込み▶SEX盗撮▶無断で投稿（2月11日、MAGIC）他出演:和久井なな
- 本番ありの裏風俗で、バックでついている時にこっそりゴムを外し、そのままドップリ生中出ししちゃいました! 7（2月27日、SCOOP）他出演:本田莉子、中村奈菜、さとう遥希、水野朝陽
- 妹の部屋から物音がしたので気になってそっと覗いてみると後ろ姿からはわからなかったが鏡の前でオナニーを!?鏡越しとはいえ妹のオナニーで不覚にも勃起。夢中でオナニーをする妹と目が合ってしまった僕は…（3月3日、DOC）他出演:広瀬りほ、速水優香
- ドスケベ老人ホームへようこそ 4（3月5日、グローリークエスト）共演:さとうみつ
- 渋谷百軒店 J◌洗体リフレ（3月11日、DOC）他出演:速水優香 ほか
- 個人動画生ハメ集（3月13日、S級素人）他出演:渋谷美希、桜木優希音、石原ゆりな、安城アンナ
- 修学旅行の女子部屋で男は僕たち二人だけ! 人生初の王様ゲーム! 去年まで女子校だったせいか、女子が大多数なので、僕たちは隅に追いやられザコ扱い。もちろん修学旅行でもザコ扱いで夜中に呼び出され王様ゲームに強制参加。好きな人を言わされたり、チ◌コ見せろ!と言われたりひどい目に! しかし、【王様の命令は絶対】のルールのおかげで、僕たちが勇気を持って出したドスケベな命令も渋々応じてくれた。 でもさすがにセックスまでは無理だと思っていたら密かに発情していたみたいで、女子が王様になったら、モジモジしながら恥ずかしそうに「続きをして欲しい」と想定外の命令が! 2（3月19日、Hunter）共演:花咲のどか、ましろあい、夕城芹、鶴田かな　他出演:牧瀬愛、大森玲菜、比留間千沙、三浦春佳、原波瑠
- おっぱい大好き○学生をお姉さんの爆乳で1時間だけ面倒見ててもらえますか?（3月25日ナンパJAPAN）他出演:牧瀬愛 ほか
- 上手すぎる騎乗位 美人エステティシャンが施術中に客の勃起したチ○ポに発情しちゃって…。（4月3日、OFFICE K’S）他出演:広瀬奈々美、ひばり結羽
- バレたらヤバイ状況で密着しながら挑発してくる女たち（4月3日、OFFICE K’S）他出演:石原ゆりな、星野ひびき、鈴村いろは、佳苗るか、広瀬奈々美
- 誘惑見せつけまんぐりディルドオナニー 2（4月3日、虎堂）他出演:星野ひびき、宮森菜月、愛原れの、佳苗るか、美沢優
- 本番NGの高級デリヘル嬢4人に素股から生ハメ4中出し! 〜新人風俗嬢編〜（4月3日、DIY）他出演:辻井ゆう ほか
- 顔出し!女子大生限定 マジックミラー号 素人娘初めての電マ体験3 乗車人数10人達成! イった数は合計124回を漏れなく収録でまさかの2枚組6時間スペシャル!! in池袋 〜パンティの染みができてもオマ○コ汁の糸が引いても悶絶イキ我慢!〜（4月9日、ディープス）※「りの」名義　他出演:さき、えいこ、えりか、あさみ、まなみ、なおこ、ともみ、えみり、ゆき
- 欲求不満妻たちのダブルセンズリ鑑賞 其の弐（4月17日、OFFICE K’S）共演:石原ゆりな　他出演:星野ひびき、ひばり結羽、美沢優、愛原れの
- 豊乳幼妻 どすけべ義父の新妻いぢり（5月7日、ルビー）
- ミス・ランジェリーナ 高級コールガールの淫靡なランジェリーと濃密な性交 4時間（5月8日、BAZOOKA）他出演:蓮実クレア、香山美桜、伊東真緒、仁奈るあ
- 『早くタオルで隠しなさい!先生をからかうんじゃない!』 教師生活20年、初めて女子校に赴任した僕は女子高生たちと初めての修学旅行!女子と一度も旅行したことが無い僕は期待とアソコを膨らませながら修学旅行に挑むとなんと修学旅行先の温泉が混浴!!さすがに女生徒は混浴に来ないと思ったら入ってきた!気まずいと思って出ようと思ったら「出なくていいよ!」というからビックリ!さらにチラチラ見える巨乳にビックリしていたらタオルを取って巨乳があらわに!生徒の巨乳を直視した僕はフニャフニャチ○ポがフル勃起!そのフル勃起までの一部始終を見ていた女子高生たちは…（5月21日、Hunter）他出演:鶴田かな、辻井ゆう、沙藤ユリ、夕城芹、ましろあい、花咲のどか ほか
- ノーパンストに直電マ! 3（5月2日、DOC）他出演:橘花音、逢沢はるか、夕城芹、大場ゆい、西条沙羅、本間明南、水咲仁美、杉崎絵里奈 ほか
- 「あなたがイクまでずっと見てる。」いろんな場所で14人の美女たちがしてくれる極上ベロフェラ!（5月22日、TMA）他出演:渋谷美希、紺野ひかる、槇原愛菜、三上里穂、辻井ゆう、花咲のどか、伊藤りな、ましろあい、小鳥遊はる、月野こころ、宇佐木もも、雪本香奈、山川美奈
- 沖縄発!!時給1250円で働く「流れるおっぱい!流れるアワビ!」で有名なイチャキャバで健気に働くコンパニオン達は土下座までして本気で頼み込めば店内でこっそり生本番、生中出しまでさせてくれるという噂は本当なのか!?（5月22日、SCOOP）共演:篠田ゆう、白石悠、初美沙希
- 温泉旅館中出し痴漢 4 男湯に連れ込まれ周囲の目に辱しめられ感じてしまう女（6月6日、ナチュラルハイ）他出演:玉城マイ、益若エリカ、里咲しおり
- ボクを犯人扱いした巨乳先輩を黒ストオナニーで謝らせ 濃厚クンニ→スネ顔→生挿入→デレ面→中出し!（6月15日、LOTUS）他出演:星空もあ、星野ひびき
- パソコンに入っていた自分の母親のハメ撮り動画で興奮した隣の家の娘と恥ずかしい姿を見られ拒めなくなった母親を並べて親子丼 4 〜巨乳親子SP〜（6月18日、ナチュラルハイ）共演:松坂美紀　他出演:西野エリカ、雪本香奈、桐島綾子、ましろあい
- 尻相撲トーナメント 巨尻大戦 尻自慢8人による絶対負けられない女のケツバトル!!（6月18日、ROCKET）共演:桜木郁、工藤美紗、水沢みゆ、夕城芹、青島かえで、海野空詩、横山夏希
- 舌洗体（7月3日、OFFICE K’S）他出演:早瀬ありす、鳴月らん、杏咲望、水嶋あい、山内舞、大森玲菜
- JK二人でオマンコおっぴろげコレクション（7月3日、OFFICE K’S）共演:水嶋あい　他出演:宮下華奈、加藤あやの、広瀬りほ、仁美まどか、生駒はるな、小澤ゆうき、七瀬ひとみ、折原かりん
- 契約数No.1の生保レディ 01（7月10日、ZeTToN）
- パンスト地獄（7月17日、OFFICE K’S）他出演:杏咲望、鳴月らん、山内舞、水嶋あい、咲月りこ、白咲碧、浜崎真緒、大森玲菜、浅見せり
- 潮が出なくなるまで繰り返しイカされ続け何をされても絶頂しまくる全身性感帯女 2（8月6日、ナチュラエルハイ）他出演:篠田ゆう、佳苗るか
- SEXを妄想しながら淫語オナニー 2（8月21日、虎堂）他出演:さとう愛理、紺野まこ、若月まりあ、仁奈るあ、桜ちなみ、葉山美空
- 有名志向の美少女の身に起こった悲しき現実… むっちりFカップアイドルがアヘ顔晒してイキまくり!!（8月25日、JUMP EMERALD）
- 名家育ちの女流書道家が初アナルセックス（9月1日、MOODYZ）
- 「もう死んだってかまわない!」 超ラッキーの連続で巻き起こるスケベ過ぎる一日!鼻血が止まらないくらいの夢のエロハプニング続出! 4（9月7日、ゴールデンタイム）他出演:川村まや、水野朝陽、水城奈緒、北乃きみ、佐伯春菜、杉崎絵里奈、乙葉ななせ、本田莉子、香山美桜
- パンツ内大量射精 満員電車で身動きの取れないウブ巨乳娘を痴漢しまくり鬼畜のパンツ内大量射精!!（9月10日、アパッチ）他出演:高山えみり、紺野まこ、綾瀬みなみ、香山美桜
- 「アイツにはまっとうな人生を歩んでほしい…」風俗バイトが発覚した妹をあえての本指名!今すぐ辞めさせようと説得をはじめて15分後、聞く耳をもたない妹に最後の手段として強制イラマチオ/禁止の本番行為/膣奥中出し（9月11日、EROTICA）他出演:浜崎真緒、夕城芹
- 自分だけが気持ちいいレイプはもうやめた!ベテラン強姦魔の僕が相手をイカせることに専念して90分後、みずからチ○ポをしゃぶる/勝手にハメる/中出し懇願するウソみたいな淫乱女に変貌した（9月11日、EROTICA）他出演:浜崎真緒 ほか
- おしゃぶり大好きスケベ痴女の極上Wフェラチオ（9月11日、REAL）共演:青木真奈美　他出演:さとう愛理、紺野まこ、北川エリカ、仁奈るあ、桜ちなみ、横田まゆ、若月まりあ、八束みこと
- 負けず嫌いな姉との脱衣トランプ大会がはじまって20分後、僕に身ぐるみ剥がされた姉がフェラチオ/SEX/生中出しを賭けて最後の一戦!!…に挑むも無念の敗退（10月9日、EROTICA）他出演:朝桐光、夕城芹
- 同級生のノーブラ姿に興奮しちゃった俺（10月22日、AKNR）他出演:辻井ゆう、みなみ愛星、みほの
- 女子校生のブルマと太もも 〜ちょっとだけレズ風味〜（11月5日、フリーダム）他出演:跡美しゅり、佐伯瑠衣、芦田知子、逢沢るる、ゆり菜すず
- 可愛い顔してデカ尻!!（11月10日、MARRION）
- アナルSEXを懇願する巨乳若妻（11月19日、グローリークエスト）
- お嬢様学園の連続射精クラブ 2（12月5日、フリーダム）共演:跡美しゅり、ゆり菜すず、逢沢るる、芦田知子、佐伯瑠衣

2016年
- バスト98cm Gcup未○年中出し援交 ゆかり（1月8日、親父の個撮）
- 露出でくぱぁアナル限界肛門調教 （2月5日、映天）
- アナル調教志願の若妻（3月1日、中嶋興業）
- 喰い込みOL股間責め（4月1日、中嶋興業）他出演:鶴田かな、小泉まり
- 憧れと嫉妬と愛情と… 純愛と偏愛が絡み合う義理姉妹レズビアン （4月8日、V&R PRODUCE） 共演:葉山美空
- 隣の若妻はムチ尻元アスリート （4月20日、STAR PARADISE）
- ドM変態デカ尻Gカップザーメン＆小便ごっくん顔面崩壊2穴調教（6月17日、クリスタル映像/NITRO）
- ANAL SACRIFICE 黒薔薇アクメ拷問 （6月25日、Baby Entertainment）
- 絶望エロス 普通の女子校生が殺人犯になるまで 愛した男は担任教師 （7月13日、妄想族/絶望エロス）
- 絶望エロス  病院バトルロイヤル（7月13日、妄想族/絶望エロス）共演:逢月はるな、芹那ゆい
- おしっこソムリエ（7月20日、STAR PARADISE）他出演:綾見ひなの、小湊さくら、若月まりあ、美波あみな、南星愛、 倉木ひな、西野杏子、早川れい
- 男子禁制の女性専用シェアハウスに男はボク1人！？ 姉が住む都会の女性専用シェアハウスに、受験のためこっそり泊めてもらったら、あっさり他の居住者に見つかり大ピンチ！かと思ったら、なんだかボクに興味津々の女性たちは追い出すどころかむしろ歓迎ムード。家族以外の女性と一緒に生活するのが初めてのボクは無防備すぎてパンチラ、胸チラ当たり前の女性たちに我慢できず勃起…。隠しきれず勃起が見つかりみんなの前で無理矢理脱がされボクのチ○ポはみんなのオモチャに！それからは、露骨な誘惑で勃起させられ、オチ○ポペットとしてセックスを求められて、もう受験どころではありません…。（8月7日、Hunter）他出演:河音くるみ、舞園ひな、折原ほのか、江上しほ、さとう愛理、松本メイ、相澤ゆりな、綾瀬ことり ほか
- マン土手角オナニー番外編（8月13日、アロマ企画）他出演:聖菜アリサ、望月さくら、七瀬ひとみ、なつめ愛莉、涼宮琴音、春日部このは
- エロ本出版社マル秘舞台裏 （9月23日、プレステージ）他出演:佐藤いく、水嶋杏樹、瀬奈まお
- 絶望エロス カメラの前で裸なる少女達　3　あや　ゆかり（10月13日、絶望エロス/妄想族） 共演:宮崎あや
- クロロルーム ～密室が泣いている～ （10月20日、トラウマアート）共演:藤井あいり 他出演:しじみ、YUNI
- ニオイを感じる 足裏 3 （11月5日、フリーダム）他出演:滝沢ノア、雪谷ちなみ、青木真奈美、香山美桜、須藤早紀、森保さな、篠田ゆう、佐伯瑠衣、双葉ゆきな、跡美しゅり、小宮山ゆき、あやね遥菜、なつめ愛、桜ちなみ、莉芦田知子、ゆり菜すず、星崎アンリ
- 少女たちのイケない遊戯 こんなにオチ○チン大きくなってるよ♥ （11月30日、JUMP）他出演:小倉さとみ、藤美るか、紗藤まゆ、河音くるみ、七瀬ひとみ、逢月はるな、さとう愛理、紺野ひかる、芹沢つむぎ
- 湯けむり おっぱい×おっぱい　熟れ乱れる8人の美巨乳（12月29日、UGANDA）他出演:葵、五十嵐しのぶ、緒川凛、風間ゆみ、翔田千里、沖田杏梨、辰巳ゆい

2017年
- 生まれて初めての金蹴り 3 金玉ツブれたら死んじゃうんですよね？（1月5日、フリーダム）他出演:奏瀬なつる、双葉ゆきな、双葉みお、広瀬うみ、水原あお、まひろ芽唯、ましろあい、森保さな、ゆり菜すず、香月星七、星川麻紀、星空もあ、小宮山ゆき、和泉潤、七緒ゆづき、朝比奈麻里、麻里梨夏、あやね遥菜、仁美まどか、朝倉ことみ、あゆな虹恋、佐伯瑠衣、佐伯かのん、芦田知子、本多恵、笹本梓、葵千恵、篠原ゆきの、井上リオナ、通野未帆、長谷川美織、雪谷ちなみ、跡美しゅり、サリー、SHIN、早川瑞希、神田理央、早乙女ゆい、みおり舞、豊川えみる、生駒はるな、御舟みこと
- 絶倫お爺ちゃん 其の壱（1月19日、不老仙人/エマニエル）他出演:玉木ちな、さとうみつ、春風えみ、麻生岬、川島さな、辻さき、吉沢みなみ、羽賀そら美
- 巨乳エロボディ変態女8時間！！（4月21日、クリスタル映像）他出演:澁谷果歩、源茉莉、七原あかり、三島奈津子、葉月美音、江上しほ、千乃あずみ、双葉ゆきな、波多野結衣、さとう愛理、倉多まお、北川エリカ、北村玲奈、枢木みかん、水野朝陽、若槻みづな、美月優芽、香山美桜、 成海さやか
- 個室耳かきサロンで、浴衣姿のお姉さんのおっぱいに我慢できずに猥褻￥交渉（5月20日、スターパラダイス）他出演:あさひ奈々、西野杏子、早川れい、青島かえで、神倉さえ
- チ○ポに見入る！欲求不満な人妻たちのセンズリ鑑賞12人（6月20日、スターパラダイス）他出演:水城りの、七星くるみ、倉木ひな、なつめ愛莉、美波あみな、西山樹、綾見ひなの、桐島美奈子
- 実録盗撮 個人撮影会に来たお客のチ○ポが熱暴走！！美少女モデルの弱みに付け込み行っていた猥褻行為の一部始終が流出（6月23日、MERCURY（マーキュリー））

#### 2022年
- 「何か残したいと思ってAV出ちゃいました(笑)」清楚に見えて意外と大胆 美人妻がえいやっと夫に内緒でAVデビュー (9月20日、E-BODY)
- 近所の巨乳妻から何度もキスされたのに、その先はナシのお預けプレイで焦らされ続けること何と1年 (12月20日、E-BODY)

#### 2023年
- 露出痴漢 さやか 素っ裸で連れ回されて放置されました (3月23日、AEGEAN)
- 激・肉欲不倫 情熱イクイク奥さま 沙也香さん(26) 肉食で極上ボディなFカップ美人妻と淫乱絶頂SEX (3月28日、オーロラプロジェクト)
- 栗の華の匂いと愛液に塗れた、御籠りセックス。(4月11日、オーロラプロジェクト)
- 家政婦はおしゃぶり魔女 ベロが性感帯のジュポフェラ中毒女 (4月18日、オーロラプロジェクト)
- 飛び込みセールス枕営業 押しに弱いセールスレディ寝て仕事を取ってこい (4月25日、オーロラプロジェクト)

### テレビ
- 第1回セクシー女優ダラケ!のスカパー!水泳大会（2015年8月22日、BSスカパー）